# Skye terrier
A skye terrier egy angol kutyafajta.

## Történet
Kialakulása az 1600-as évekre tehető. A skóciai Skye-szigetekről származik. Róka- és borzvadászatra tenyésztették ki. 

## Külleme
Marmagassága 23-25 centiméter, tömege 8,5-10,5 kilogramm. Hosszú, földig érő szőrzete csak rendszeres fésülés mellett őrzi meg a szépségét. Fején rövidebb és finomabb szálú, elfedi a homlokot és a szemeket. Mellső mancsai nagyok, előreirányulók. Egyes példányok mellén fehér folt látható. Füle és orrtükre fekete. 
Három év is eltelhet. mire a fiatal állatok szőrzete teljesen kifejlődik. 

## Jelleme
Hűséges, eleven. 

## Egy híres Skye terrier története
Greyfriars Bobby egy Skye terrier volt, aki Edinburgh városában élt gazdájával, John Grayjel, az Edinburgh City Rendőrség éjjeliőrével. John Gray azonban váratlanul meghalt, és kutyája 14 éven át őrizte a sírját, nem törődve a hideggel, hóval, faggyal, végül  1872-ben gazdája sírja mellett, a temetőben halt meg. 
Halála után egy évvel egy szobor és szökőkút épült az emlékére.

## Képgaléria

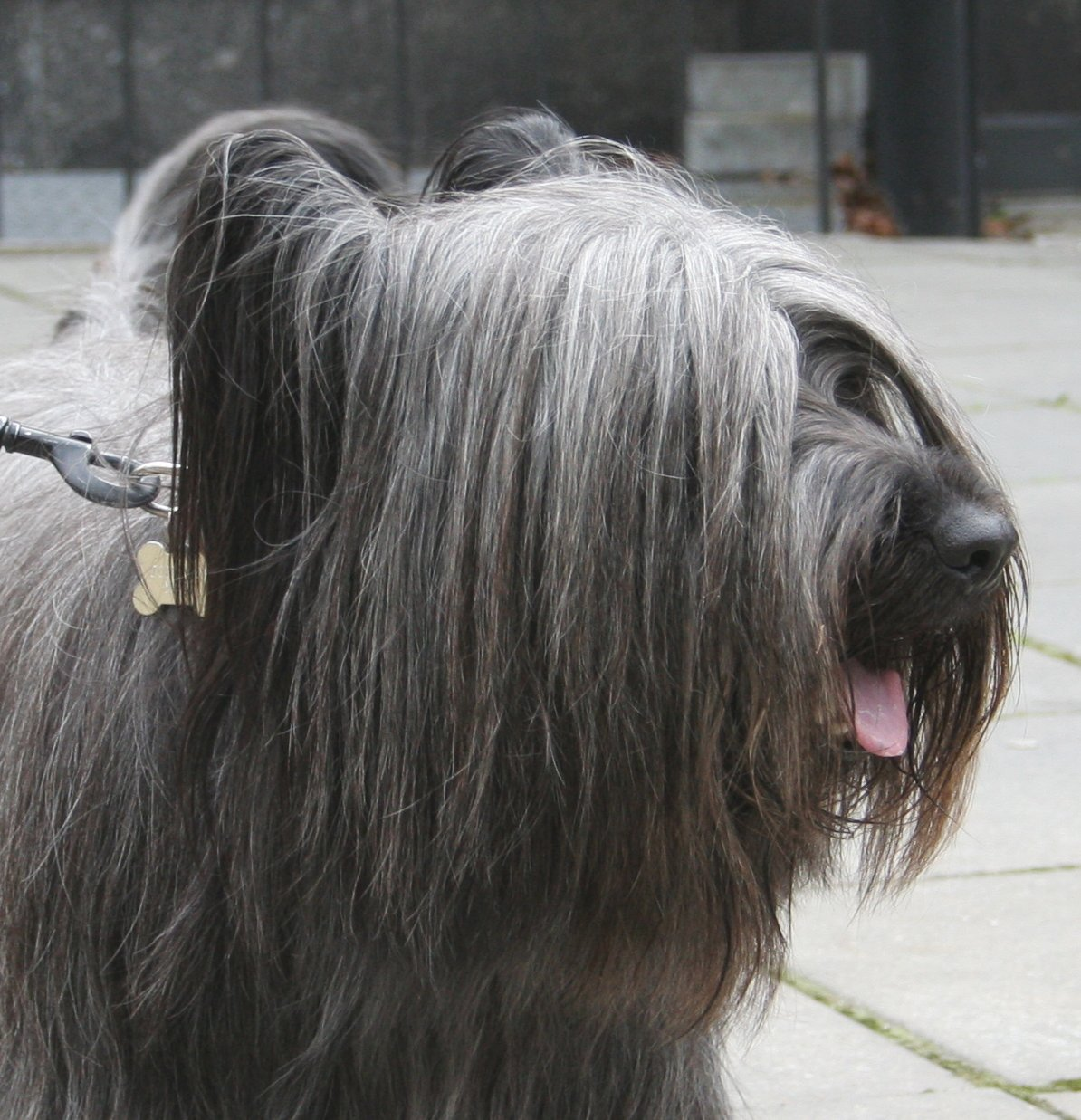
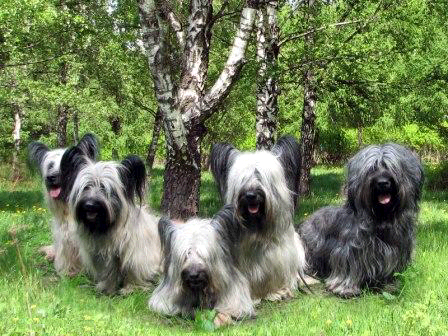
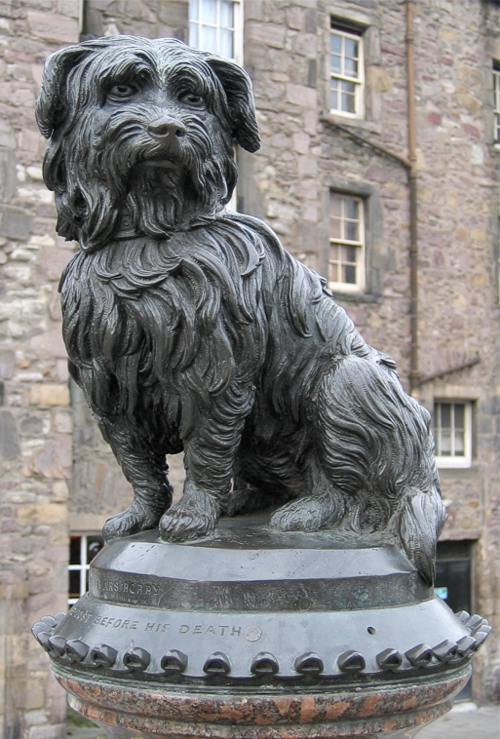
Greyfriars Bobby
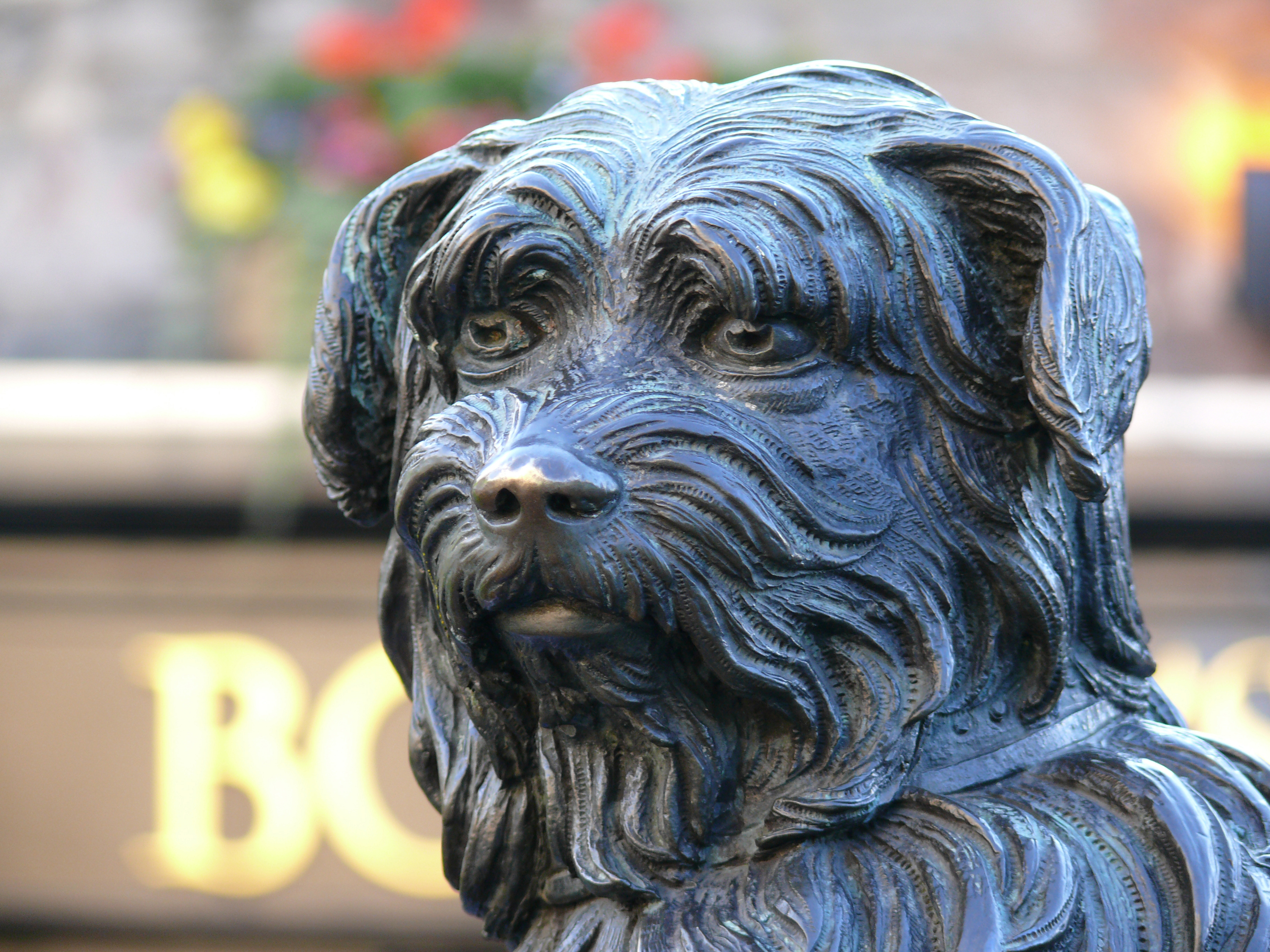
Greyfriars Bobby szobra